# Giovanni Battista Martini
Giovanni Battista Martini, cunoscut și ca Padre Martini (n. 24 aprilie 1706, d. 3 august 1784), a fost un muzician italian.

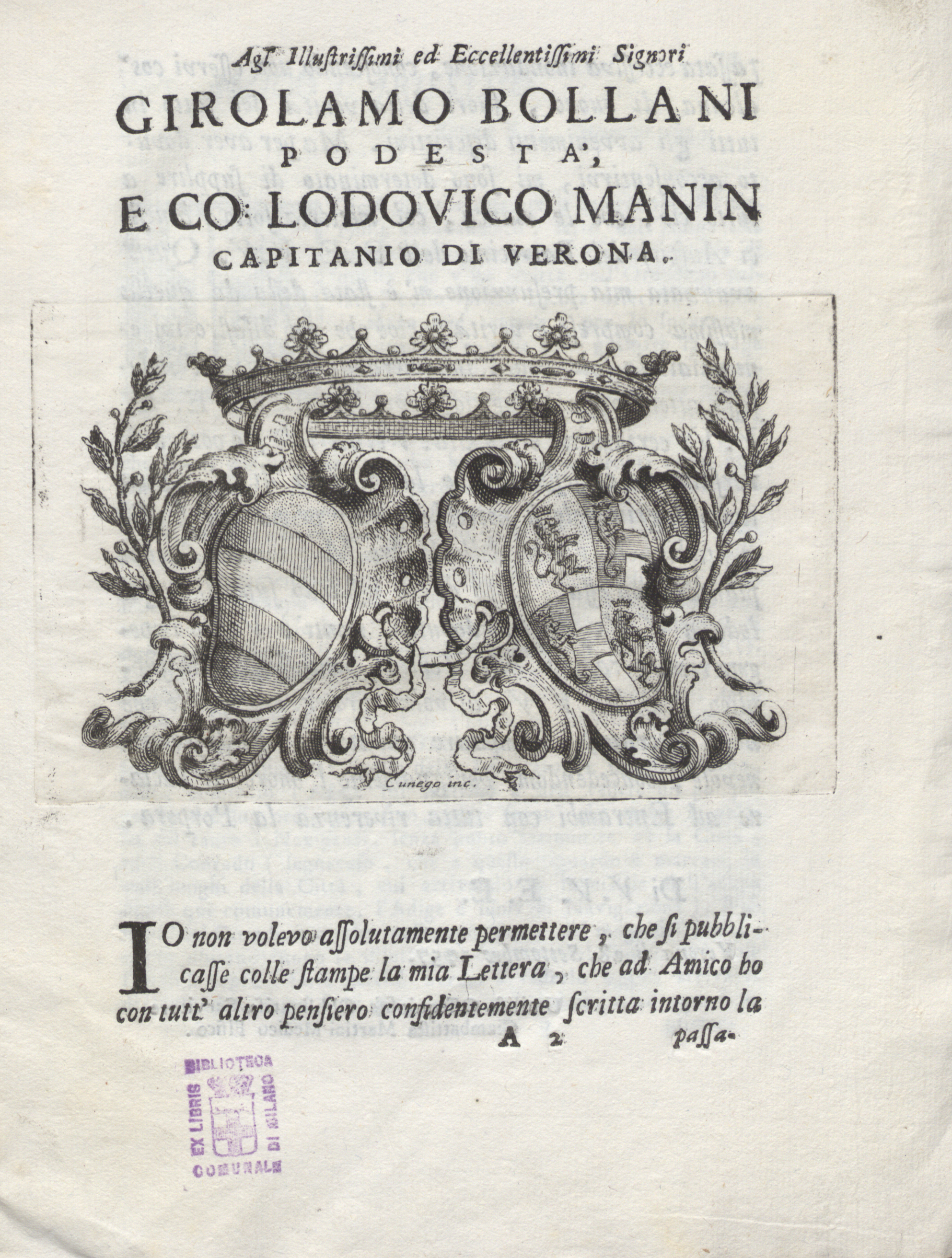
Lettera famigliare intorno l'inondazione di Verona (1757)

## Biografie
Martini s-a născut la Bologna.